# Эберль, Росвита
Росви́та Э́берль (нем. Roswitha Eberl; 5 июня 1958, Висмар) — немецкая гребчиха-байдарочница, выступала за сборную ГДР в конце 1970-х — начале 1980-х годов. Шестикратная чемпионка мира, победительница многих регат национального и международного значения.

## Биография
Росвита Эберль родилась 5 июня 1958 года в городе Висмаре. В детстве активно занималась плаванием и фигурным катанием, однако в возрасте тринадцати лет перешла в греблю. Проходила подготовку в спортивном клубе «Эмпор» в Ростоке.
Первого серьёзного успеха на взрослом международном уровне добилась в 1978 году, когда попала в основной состав национальной сборной Восточной Германии и побывала на чемпионате мира в югославском Белграде, где одержала победу сразу в двух женских дисциплинах: в одиночках и четвёрках на дистанции 500 метров. Год спустя на домашнем мировом первенстве в Дуйсбурге повторила это достижение, добавив в послужной список ещё две золотоые медали, выигранные в тех же дисциплинах. Будучи четырёхкратной чемпионкой мира, рассматривалась в числе кандидатов на участие в летних Олимпийских играх 1980 года в Москве, но на внутренних отборочных соревнованиях проиграла конкурентке Карсте Генойс и в итоге поехала на Олимпиаду лишь в качестве запасной гребчихи.
После московской Олимпиады Эберль осталась в основном составе гребной команды ГДР и продолжила принимать участие в крупнейших международных регатах. Так, в 1981 году она выступила на чемпионате мира в английском Ноттингеме и выиграла там золото в четвёрках на пятистах метрах. В следующем сезоне съездила на мировое первенстве в Белград, откуда привезла ещё одну награду золотого достоинства, став таким образом шестикратной чемпионкой мира. Вскоре по окончании этих соревнований приняла решение завершить спортивную карьеру, уступив место в сборной молодым немецким гребчихам.
Впоследствии участвовала в различных марафонских соревнованиях, забегах и велогонках на большие дистанции, неоднократно принимала участие в благотворительном «Туре Надежды», где собирались средства для помощи детям, больным лейкемией.